# Yoeri Havik
Yoeri Havik (født 19. februar 1991 i Zaandam) er en hollandsk cykelrytter. Hans foretrukne disciplin er banecykling, men han har også vundet løb på landevej. 
Havil har vundet flere seksdagesløb. Ved Københavns seksdagesløb er det fra 2017 til 2019 blevet til én andenplads og to tredjepladser.